# Athetis externa
Athetis externa är en fjärilsart som beskrevs av Walker 1865. Athetis externa ingår i släktet Athetis och familjen nattflyn. Inga underarter finns listade i Catalogue of Life.